# Berberi
Berberi ali Imazigi (berberščina:Imaziɣen ⵉⵎⴰⵣⵉⵖⵏ, ⵎⵣⵗⵏ; ednina: Amaziɣ, ⴰⵎⴰⵣⵉⵖ ⵎⵣⵗ; arabsko أمازيغ) so narodna skupina avtohtona v Severni Afriki, predvsem v Maroku, Alžiriji, Tuniziji in Libiji ter v manjšem obsegu v Mavretaniji, na severu Malija, in v severnem Nigru. Manjše berberske populacije najdemo tudi v Burkini Faso in egiptovski Oazi Siva. Zgodovinsko so narodi Berberov ali Amazigov govorili berberski jezik, ki je veja afroazijske jezikovne družine.

## Ime
Beseda Berber prihaja iz grško βάρβαρος (barbaros pl. βάρβαροι barbaroi) kar je v antični Grčiji pomenilo 'ne-grško-govoreči' ali 'ne-grško ljudstvo'. V antiki in srednjem veku so Grki, Rimljani in Bizantinci vsi uporabljali besede podobne kot Berber za poimenovanje različnih plemen, ki so poseljevala Veliko Libijo (to je območje, ki se sedaj imenuje Severna Afrika) in na katerem kasneje najdemo Berbere. Berberi so Mavri kot jih navaja Mozarabska kronika iz leta 754 v času arabskega osvajanja Španije, Mavri so postali, od 11. stoletja vsestranski izraz 'Mavri' (špansko Moros) v dokumentih krščanskih iberskih kraljestev, ki se nanaša na Al Andaluz, Severno Afriko in na muslimane na sploh.

## Zgodovina

### Antika
Velika plemena Berberov v klasični antiki (ko so bili pogosto znani kot stari Libijci) naj bi bila tri (približno, od zahoda proti vzhodu): Mavri, Numidijci blizu Kartagine in Getuli. Mavri so naseljevali skrajni zahod (Tingiška Mavretanija, zdaj Maroko in osrednja Alžirija). Numidijci so zasedli regije med Mavri in mestno državo Kartagino. Tako Mavri kot Numidijci so imeli veliko stalno naseljeno prebivalstvo, ki je živelo v vaseh, njihova ljudstva pa so obdelovala zemljo in pasla črede. Getuli so živeli na bližnjem jugu, na severnem robu Sahare in so bili manj stalno naseljeni, s pretežno pastirskimi elementi. Feničani so sčasoma ustanovili strateška kolonialna mesta na številnih berberskih območjih, vključno z območji zunaj današnje Tunizije, kot so naselja Oea, Leptis Magna, Sabrata (v Libiji), Volubilis, Chellah in Mogador (zdaj v Maroku). Sčasoma je številčna in vojaška premoč (najboljši jezdeci konj) omogočil berberskim kraljevinam, da so Kartagini vsilili plačevanje tributa, kar se je nadaljevalo vse do 5. stoletja pr. n. št. in vključevalo tudi medsebojne poroke s Punsko aristokracijo. V 5. stoletju pr. n. št. je Kartagina razširila svoje teritorij, ko je zasedla polotok Bon in rodovitno dolino reke Medžerda, in kasneje vzpostavila kontrolo nad proizvodnimi kmetijami na 100 km področju.
Berberi so s časom postali neprostovoljni 'gostje' priseljencem iz vzhoda, in bili prisiljeni sprejeti nadvlado Kartagine za več stoletij. Berberi so bili zato neprestano v uporu, in leta 396 pr. n. št. se je zgodila velika vstaja in oblegali so Kartagino. Čeprav je Berberov v nekem trenutku 200.000, so podlegli lakoti, njihovim voditeljem so ponudili podkupnino in postopoma so se razšli. Berberi se tudi niso asimilirali. V času dolge Druge Punske vojne (218–201 pr. n. št.) med Kartagino in Rimom se je berberski kralj Masinisa (ok. 240 – ok. 148 pr. n. št.) pridružil rimskemu generalu Scipionu, kar je pripomoglo k končanju vojne s porazom Kartagine pri kraju Zama, ne glede na to, da je sile Kartagine vodil proslavljeni general Hanibal; pod drugi strani pa se je berberski kralj Sifaks (um. 202 pr. n. št.) odločil stopiti na stran Kartagine.